# Charles Fuster
Pour les articles homonymes, voir Fuster.
Charles Fuster, né le 22 avril 1866 à Yverdon (canton de Vaud, Suisse) et mort le 7 janvier 1929 à Nanterre, est un poète, critique littéraire et romancier suisse.

## Biographie
L’Académie française lui décerne le prix Xavier-Marmier en 1927.

## Œuvres
- L'âme pensive, poésies, 2e édition, 1 vol. (143 p.), Édition : Royan : aux Muses santones ; Paris : Aug. Ghio , 1884
- Essais de critique, Éd. Princepts, 1886
- Sonnets, 12 p., Édition : Bruxelles : Librairie Nouvelle ; Paris : Librairie universelle , 1888
- L'Amour de Jacques, Fischbacher, 1891.
- Le Cœur (poésies de 1886-1892)..., In-8° , 243 p., portr., Édition : Paris : au "Semeur" , 1892
- Louise - Roman lyrique, Fischbacher, 1894.
- Par le bonheur, roman de deux âmes, Fischbacher, 1897.
- Détresse et gratitudes, 1900.
- Au bord des eaux, mélodie pour une voix, avec accompagnement de piano. Poésie de Ch. Fuster. Musique de Patrice Devanchy, 8 p. : in-fol., Édition : Paris : J. Hamelle , 1913
- Bretagne, heures vécues, 353 p., Édition : Paris : Fischbacher , 1904
- L'Enfant, douze chansons à une ou deux voix ou chœur de Emile Lauber, paroles de Charles Fuster..., In-fol.Édition : Paris : M. Sénart, B. Roudanez et C.ie , 1909
- Vers les cigales, 1925
- Provence au cœur secret. Nouvelle édition, Toulouse, impr. Douladoure ; Paris, libr. Fischbacher , 1928. (27 novembre.) In-8, 176 p. 12 fr.